# Ernst von Sury

Ernst von Sury

Ernst von Sury (* 30. April 1850 in  Solothurn; † 22. August 1895 in Basel) war ein Schweizer Neurologe und Rechtsmediziner.

## Leben
Ernst von Sury, Sohn des Rechtsanwalts und Vorstehers des Rechtsbüros der Schweizerischen Centralbahn Georg von Sury aus einer ehemaligen Solothurner Patrizierfamilie, studierte von 1868 bis 1874 in Basel, Heidelberg und  Bern Medizin. Ab 1869 war er Mitglied der Corps Alamannia Basel und Rhenania Heidelberg. Nach dem Staatsexamen wurde er 1. Assistent an der Irrenanstalt Pirminsberg in St. Gallen. Er promovierte 1875 in Basel, wohin er 1877 als Spezialist für Nervenkrankheiten zog. 1880 für gerichtliche Medizin habilitiert, wurde er 1884 zweiter Physikus und 1890 ausserordentlicher Professor. Er starb im Alter von nur 45 Jahren.
Sury war ein Anhänger von Cesare Lombrosos Lehren und ein Vertreter der kriminalistisch-anthropologischen Schule. Er engagierte sich in der Internationalen Kriminalistischen Vereinigung. Mit der  Übersetzung von Alphonse Bertillons Buch Das anthropometrische Signalement erwarb er sich Verdienste um die Einführung dieser Neuerung in die Kriminalistik.